# Tempest 2000
Tempest 2000 is een computerspel dat werd ontwikkeld door Llamasoft en uitgegeven door Atari Corporation. Het spel kwam in 1994 uit voor de Atari Jaguar. Het spel is gebaseerd op Tempest, een arcadespel uit 1980 van Williams Electronics dat werd geprogrammeerd door Dave Theurer. Het spel is een schietspel van meer dan 100 levels. De speler speelt een ruimteschip dat zich over een grid beweegt dat van bovenaf wordt weergegeven. In het grid komen diverse vijanden op de speler af die moeten worden neergeschoten. In totaal zijn er vier verschillende spelmodi: Traditional Tempest, Tempest Duel, Tempest Plus and Tempest 2000.
Het spel voor de Atari Jaguar was ontwikkeld voor het gebruik met een rotary controller. Deze werd echter nooit uitgegeven. In 1996 volgde een release van het spel voor de Sony PlayStation onder de naam Tempest X3. Bij deze versie waren de graphics en geluid verbeterd.

## Platforms
| Jaar | Platform                  |
| ---- | ------------------------- |
| 1994 | Jaguar                    |
| 1996 | DOS, SEGA Saturn, Windows |
| 1998 | Macintosh                 |

## Ontvangst
Het spel werd overwegend positief ontvangen wegens zijn 3D graphics, soundtrack en gameplay. Door het blad Electronic Gaming Monthly werd het spel in 1994 verkozen tot spel van het jaar.
| Beoordeeld door                     | Platform    | Datum            | Score |
| ----------------------------------- | ----------- | ---------------- | ----- |
| myatari                             | Jaguar      | november 2000    | 100%  |
| Electric Playground                 | SEGA Saturn | 31 juli 1997     | 95%   |
| Digital Press - Classic Video Games | Jaguar      | 26 december 2003 | 90%   |
| Just Games Retro                    | Jaguar      | 11 februari 2007 | 89%   |
| Game Zero                           | Jaguar      | mei 1995         | 87%   |
| Consoles Plus                       | Jaguar      | juni 1994        | 80%   |
| Mac Ledge                           | Macintosh   | 21 mei 1998      | 80%   |
| Mega Fun                            | SEGA Saturn | januari 1997     | 80%   |
| Retroage                            | Jaguar      | 15 mei 2010      | 67%   |
| Macworld                            | Macintosh   | februari 1999    | 60%   |

## Soundtracks
- "Thermal Resolution"
- "Mind's Eye"
- "T2K"
- "Ease Yourself"
- "Tracking Depth"
- "Constructive Demolition"
- "Future Tense"
- "Digital Terror"
- "Hyper Prism"
- "Glide Control"
- "Ultra Yak"
- "2000 Dub"

## Trivia
- Het spel is opgenomen in het boek 1001 Video Games You Must Play Before You Die van Tony Mott.